# Reprezentare de grup
În domeniul matematic al teoriei reprezentării, reprezentările grupurilor descriu grupuri abstracte în termeni de transformări liniare bijective (adică automorfisme) ale spațiilor vectoriale; în particular, ele pot fi folosite pentru a reprezenta elementele de grup ca matrice inversabile, astfel încât operația grupului poate fi reprezentată prin înmulțirea matricelor. Reprezentările grupurilor sunt importante deoarece permit ca numeroase probleme de teoria grupurilor să fie reduse⁠(d) la probleme de algebră liniară, care este bine înțeleasă. Ele sunt, de asemenea, importante în fizică, deoarece, de exemplu, ele descriu cum grupul de simetrie al unui sistem fizic afectează soluțiile ecuațiilor care descriu acest sistem. 
Termenul reprezentare de grup este folosit și într-un sens mai general, cu referire la orice „descriere” a unui grup ca grup de transformări ale unui obiect matematic. Mai formal, o „reprezentare” înseamnă un omomorfism de la grup la grupul de automorfism al unui obiect. Dacă obiectul este un spațiu vectorial, atunci avem o reprezentare liniară. Unii oameni folosesc termenul realizare pentru noțiunea generală și rezervă cel de reprezentare pentru cazul special al reprezentărilor liniare.